# 北嶺中学校・高等学校
北嶺中学校・高等学校（ほくれいちゅうがっこう・こうとうがっこう、英: Hokurei Junior-Senior High School）は、北海道札幌市清田区真栄に所在し、中高一貫教育を提供する私立男子中学校・高等学校。
高等学校において生徒募集をしない完全中高一貫校。

## 概要
1986年（昭和61年）4月、学校法人希望学園により創立された。校舎は札幌第一高等学校のグラウンドであった土地に建てられた。
設立当初から、少数精鋭の男子進学校を企図して設立された。加えて知（知識）・情（感情）・意（意志）・体（身体）全てのバランスがとれた青年を育成するために“全人教育”を掲げ、生徒の将来に役立つことを目標としている。

## 教育理念
建学の精神（われらのねがい）
- 願わくは　未来を創造するにたる英知と、自ら開拓してゆく若人を育てたい
- 願わくは　己を愛し、他をもいっそう敬愛する礼節をわきまえた若人を育てたい
- 願わくは　風雪にめげぬ強靱な身体と、不屈の精神を具えた若人を育てたい
- 願わくは　道理を求め美を愛し、人間である条理を自覚した若人を育てたい

教育理念
- だれもが夢を描いて、常に高きに登ろうとすれば、道は必ず拓ける[1]

校訓
- 目は高く足は大地に、めざすなら高い嶺[2]

教育目標
1. 未来を洞察し、開拓しうる高い知性と教養を養う
2. 誠実で敬虔な心情を培い、真理を求める態度を養う
3. 豊かな情操を培い、おおらかな人間性を養う
4. 優れた体力と気力あふれる精神を養う
5. 己に偏せず、広い視野から社会に貢献できる人間性を育てる

教育方針
1. 「六ヶ年一貫教育」により、合理的な教育課程を編成する
2. 「少数主義」により、英才の育成と家族的な連帯感を重視する
3. 「寮生活(希望者)」を人格形成の場とし、自主的学習と互恵精神を育てる
4. 日常生活の中で「規律・責任・礼儀」を重んじ、正しい生活態度を身につける

## 沿革

### 年表
- 1985年
  - 2月25日 - 北嶺中学校の設置が認可される。
  - 12月7日 - 第一期工事完成、竣工式挙行。
- 1986年
  - 4月1日 - 北嶺中学校が開校する。
  - 4月6日 - 開校式挙行。1期生60名が入学。
- 1988年12月31日 - 第二期工事（教室）完成。
- 1989年
  - 2月15日 - 北嶺高等学校の設置が認可される。
  - 4月1日 - 北嶺高等学校が開校する。
- 1993年12月10日 - 第三期工事完成。格技室等を増築し、現在の校舎となる。
- 1997年 - スクールバスの全コースが道南バスに委託された。
- 2002年 - 「体育大会」を生徒会運営の「体育祭」へ変更。また全校を挙げて行っていた6月遠足を6年生のみの実施にするなど、行事の面で大きな変化が見られた。
- 2006年
  - 5月21日 - グラウンド整備完了。
  - 7月15日 - 創立20周年記念植樹。
  - 9月15日 - 創立20周年記念ホール完成。
- 2011年8月8日 - 高校生が第16回全国高校ディベート選手権にて優勝する。
- 2022年 - 高校棟・青雲寮S棟・食堂棟が完成[6]。

## 所在地、交通アクセス
所在地
- 北海道札幌市清田区真栄448-1

学内に青雲寮という寮を設けており、全国から生徒を募集している。そのため、道外から入学する者も多く、全校生徒の約半数が寮生活を送っている。
交通アクセス
- 北海道中央バス「アンデルセン福祉村1丁目」停留所より徒歩約10分[注釈 1]
- 北海道中央バス／北都交通バス「清田真栄」停留所よりタクシーで約10分
- 札幌市営地下鉄東西線大谷地駅/東豊線福住駅よりタクシーで約20分

学校から5km以内に居住している生徒には自転車通学が認められている。
スクールバス
スクールバスが設けられており、道南バス（札幌営業所）に運行委託されている。地下鉄南北線は南平岸駅から、地下鉄東西線は白石駅から「大谷地駅」までの各駅と新さっぽろ駅から、地下鉄東豊線は月寒中央駅、福住駅から、JR線は函館本線方面が厚別駅、千歳線方面が新札幌駅からバスが発着している。
1. 白石コース：
- （登校便のみ）：

地下鉄白石駅→ヤマダ電機清田店前→真栄入口→学校到着
- （直行）：

地下鉄白石駅→（途中停車無し）→学校到着
地下鉄白石駅←（途中停車無し）←学校
2. 南郷13丁目・福住コース：
地下鉄南郷13丁目駅→地下鉄南郷7丁目駅→月寒中央通7丁目→地下鉄福住駅→福住2条4丁目→清田3条3丁目→学校到着
地下鉄南郷13丁目駅←地下鉄南郷7丁目駅←地下鉄月寒中央駅←地下鉄福住駅←ヤマダ電機清田店前←真栄入口←真栄橋←学校
3. 南平岸コース：
地下鉄南平岸駅→西岡3条4丁目→学校到着
地下鉄南平岸駅←西岡3条4丁目←福住2条4丁目←清田3条3丁目←学校
- （直行・登校便のみ）：

地下鉄南平岸駅→（途中停車無し）→学校到着
4. 新札幌コース：
JR•地下鉄新札幌駅→美しヶ丘3条2丁目（レッドバロン羊ヶ丘店前）→学校到着
JR•地下鉄新札幌駅←美しヶ丘3条2丁目←学校
- （直行・登校便のみ）：

JR•地下鉄新札幌駅（地下鉄新さっぽろ駅10番出口反対側）→（途中停車無し）→学校到着
5. 平岡•厚別•南郷18丁目コース：
地下鉄南郷18丁目駅（新千歳空港行きバス乗り場横）→地下鉄大谷地駅（大谷地バスターミナル内7番乗り場）→厚別南5丁目→平岡小学校前→北野交番前→学校到着
地下鉄南郷18丁目駅←地下鉄大谷地駅←JR厚別駅←厚別南5丁目←東栄通北←平岡公園小学校前←平岡小学校前←北野交番前←平岡南小学校前←美しヶ丘3条2丁目←学校
6. 平岡•新札幌•厚別コース：
JR厚別駅→東栄通北→平岡公園小学校前→学校到着
JR厚別駅←JR•地下鉄新札幌駅←東栄通北←平岡公園小学校前←平岡南小学校前←美しヶ丘3条2丁目←学校
7. 新札幌•南郷18丁目コース：
地下鉄南郷18丁目駅←地下鉄大谷地駅←JR•地下鉄新札幌駅←厚別南5丁目←平岡小学校前←北野交番前←学校
8. 白石•南郷13丁目コース：
- （一斉下校時のみ）：

地下鉄南郷13丁目駅←地下鉄南郷7丁目駅←地下鉄白石駅←地下鉄月寒中央駅←ヤマダ電機清田店前←真栄入口←真栄橋←学校
9. 南郷18丁目コース：
- （一斉下校時のみ）：

地下鉄南郷18丁目駅←地下鉄大谷地駅←厚別南5丁目←平岡小学校前←北野交番前←学校
10. 平岡•厚別コース：
- （一斉下校時のみ）：

JR厚別駅←東栄通北←平岡公園小学校前←平岡南小学校前←美しヶ丘3条2丁目←学校

## 象徴

### 校名
「北嶺」の「北」は学校の所在する位置、日本の北を表し、「嶺」は学ぶ生徒に求められる理想像を象徴化している。

### 校章
勉学・学問を象徴した「ペン」をもって「人」をデザインし、勉学・学問を通して「人」を養育する建学の精神を基調にする。背後の六角形は六ヶ年教育、円は円満な人間性を意味し「六ヶ年教育を行い、勉学を通して円満な人間性を育=成する」ことを表す。「北」の字がデザイン化されて六角形に付けられる。

### 校歌
1988年制定。作詞は初代校長の北村五郎、作曲は清水邦典。

### 制服
生徒には着用の義務がある、登下校の際の制服と、校内で着替える制ジャージがある。
主に制服のブレザー・ジャケット用にエンブレムが制定されており、クレストにオジロワシを配置した意匠となっている。
冬服
- 指定のブレザー・ジャケット - 紺色
- 指定のズボン - グレー
- 指定のセーター - 着用は任意。チャコールグレー／紺色
- 指定の長袖Yシャツ - 白色無地
- 指定のネクタイ - 紺色と赤色（中学生用）／紺色と黄色（高校生用）のレジメンタル柄

夏服
- 指定のズボン - グレー
- 指定の半袖ポロシャツ - 白色

## 課業
学年制、3学期制を採用している。
週6日制であり、原則6時間授業（ただし月曜日は7時間、土曜日は4時間）となっている。
中等教育学校と同様に、高等学校1年生を「4年生」、2年生を「5年生」、3年生を「6年生」と呼ぶ。

## 教育内容
中学校においては主要5教科を第2学年までに、高等学校においては主要5教科を第2学年までに修了するカリキュラムとなっている。
柔道およびラグビーフットボールを校技としており、体育の授業で実施している。

## 学校行事

### 全校登山
毎年6月下旬、学年を追うごとにレベルアップした山に挑戦する。
- 1年 手稲山
- 2年 ニセコアンヌプリ
- 3年 アポイ岳
- 4年 羊蹄山
- 5年 旭岳

### 北嶺祭
文化祭は「北嶺祭」と題して毎年7月の夏休み前に開催されている。生徒会長が北嶺祭実行委員長となり、生徒会執行部を中心に全校生徒からなる北嶺祭実行委員会が設置され、開催に向けて準備を進める。
新型コロナウイルス感染症拡大の影響で2020年はオンライン開催、2021年は寮生を中心とする有志の学生の主導で対面開催を実現し、外部の人の来校を原則禁止とした上で実施された。

### 京都・奈良研修旅行
毎年4月末からの5月休みの期間、中3全員を対象に、京都・奈良を訪問し、日本の歴史や文化についての理解を深める。神社・仏閣での研修や、「能」についての講義も受講し、鑑賞する。また、京都大学在籍の留学生と供に京都市内を巡る国際交流も実施。

### Hokurei New Education
「探求型特別プロジェクト」と称する9つのテーマに沿った特別活動が用意されている。
グローバル (G) プロジェクト
2015年度より、グローバルリーター養成を目指した特別活動を実施。
サイエンス (S) プロジェクト
2016年度より、航空宇宙・自然科学分野に特化した特別活動を実施している。
北嶺メディカルスクール
2018年度より、医療への関心・医学部進学に特化した特別活動を実施している。
北嶺ロースクール
北嶺ビジネススクール
北嶺プログラミングAcademy
HOKKAIDOプロジェクト
2021年度より、洞察力・創造力・開拓精神を育成する特別活動を実施している。
- 世界自然遺産「知床探訪」
毎年8月下旬、中1全員を対象に、自然に触れ合うことで、自然環境の大切さや生命の尊さ、生態系の多様性の重要さを学ぶ[16]。
- ウポポイ（民族共生象徴空間）研修
毎年10月中旬、中2全員を対象に、先住民族アイヌの歴史・文化を知り、人々が互いに尊重し共生する社会の大切さを理解する。また、先住民族の尊厳を尊重し、差別のない多様で豊かな文化の必要性を学ぶ[16]。
- 富良野・美瑛研修
毎年7月の海の日に、中3全員を対象に、北海道らしい景色の素晴らしさを実感し、北海道の自然環境の大切さや雄大さを改めて知る[16]。
- 北海道庁・北海道議会研修
毎年10月、中3全員を対象に、北海道議会を訪問し、実際に議会傍聴席に座り、政治や選挙に関する話を聞き、議会の役割はどのようなものかを知る[16]。
- 北嶺カルチェラタン
- 北嶺ファイナンススクール

### 国内研修
JAXA・KEK研修（サイエンスプロジェクト in JAPAN）
毎年4月末からの5月休みの期間、中2全員を対象に、宇宙航空研究開発機構 (JAXA) や高エネルギー加速器研究機構 (KEK) を訪問し、現在の日本の宇宙開発技術や宇宙の成り立ちを学習。また、国立科学博物館や日本科学未来館では自然科学について、全日空 (ANA) の機体整備工場では航空に関する知識を学ぶ。
モデルロケット製作・打ち上げ研修
毎年9月、中3全員を対象に、モデルロケットを製作し、打ち上げ体験を行うことにより宇宙工学への関心を深める。ロケットに関する基礎知識セミナーの受講や、CAMUIロケットエンジン噴射の様子を見学する。
三笠ジオパーク実習・三笠市立博物館研修
毎年9月または10月、中1全員を対象に、北海道の大地の歴史・動植物・歴史や文化について学習し、石炭・化石・産業遺産についても学ぶ。フィールドワークを通じて、地層の堆積・侵食・運搬、地層の形成、化石についての理解も深め。
離島医療研修（Dr.コトーキャンプ）
毎年夏休みの期間、高2の希望者を対象に、医師不足の現状について理解するため、礼文島にて離島医療研修を実施。医療現場や現状を知ることで、医療への理解を深める。

### 海外研修
ハーバード大学・MIT特別研修（海外修学旅行）
毎年3月、高校1年生全員を対象に、ハーバード大学、マサチューセッツ工科大学にて研修を行い、大学教授・大学院生による特別講義を受講する他、学生や大学院生とワークショップを行う。ニューヨークでは、国連本部を訪問し、国際平和や国際協力について理解を深め、メトロポリタン美術館やアメリカ自然史博物館等の学術的施設では、個人が設定したテーマに沿った研修を実施する。
ハーバードメディカルスクール訪問
毎年3月、高1全員を対象に実施するハーバード大学特別研修にて、ハーバードメディカルスクールを訪問。スクール内施設を案内してもらう他、特別医療セミナーを受講する。
ハーバードキャンプ in HOKUREI
毎年9月中旬、中3、高1を対象に、ハーバード大学の学生による英語での授業を受講。ディスカッションやグループワークを重視したワークショップ形式の授業を実施する。
NASAケネディ宇宙センター・スミソニアン博物館研修（サイエンスプロジェクト in U.S.A.）
毎年10月末からの秋休みの期間、中3から高2の希望者を対象に、NASAケネディ宇宙センターにて、各自関心のあるテーマに沿った主体的な学習を行う。また、スミソニアン博物館を訪問し、自然科学に関する知識を深める。
ニュージーランド語学研修・ホームステイ
毎年夏休みの期間、中2から高1の希望者を対象に、ニュージーランドの兄弟校等で語学研修を実施。ホームステイも同時に行い、また、現地学校で実際の授業に参加し、生徒との交流を図ることで、語学力や国際理解力、英語でのコミュニケーション能力を向上させる。

## クラブ活動
部活動は当校ではクラブ活動と呼ばれており、スポーツ庁および文化庁の部活動の在り方に関する総合的なガイドラインに準拠して、休養日を週2日以上（平日は1日以上、土曜日および日曜日は1日以上）としているが、ガイドラインを遵守せずに活動日を週6日に設定する部活動がある。

### スポーツ系クラブ
- 柔道部
- ラグビー部
- 卓球部
- 硬式テニス部
- 軟式野球部
- サッカー部
- バスケットボール部
- 陸上部
- バレーボール部
- 剣道部

### 文化系クラブ・外局
- 美術工芸部
- 囲碁・将棋部
- 科学部
- 数楽部
- ディベート部
- 写真部
- 放送局
- 図書局
- 新聞局
- クイズ研究会

### 公認団体
- 鉄道研究会
- 古典かるた同好会
- ロボット研究会
- パソコン研究会
- 映像研究会
- 国連コース

## 関係者と組織

### 関係者組織
- 同窓会 - 卒業生による同窓会組織
  - 清嶺会 - 柔道部OBによる同窓会組織
- 父母の会 - 父母（保護者）の会組織 (PTA)
- 北嶺会 - 卒業生の保護者会組織

### 著名な出身者
- 三浦拓実 - 1期生、日本放送協会 (NHK) 元局員、現：ラジオNIKKEIアナウンサー
- 石渡嶺司 - 2期生、著作家
- 赤尾洋昭 - 4期生、セイコーマート代表取締役社長
- 堺大輔 - 5期生、チームラボ取締役
- 近藤隆史 - 7期生、漫画家、第56回小学館新人コミック大賞青年部門入選。[要出典]
- 林潤 - 7期生、エネルギー工学者、京都大学大学院エネルギー科学研究科教授
- テツヤ - 8期生、FM NORTH WAVEのDJ、ラジオパーソナリティ
- 向井航 - （中学）チェリスト
- 藤田直哉 - 11期生中退、SF・文芸評論家、第3回日本SF評論賞選考委員特別賞を受賞。
- 上西隆史 - 14期生、アーティスト、ダンサー、パフォーマー、振付師、ビデオグラファー
- MC MOGURA - 28期生、ラッパー

### 歴代校長
1. 北村五郎（1986年4月 - 1991年3月）
2. 川瀬博（1991年4月 - 1995年3月）
3. 中村宗夫（1995年4月 - 1998年3月）
4. 丹暢夫（1998年4月 - 2001年3月）
5. 小林敬（2001年4月 - 2002年3月）
6. 武田泰明（2002年4月 - 2009年3月）
7. 粥川昭弘（2009年4月 - 2013年3月）
8. 谷地田穣（2013年4月 -）[4]

## 施設
本校舎
特別教室と図書館を配置する教室棟、管理棟、体育館で構成される。
- 1階
  - 理科室は、物理室、化学室、生物室の3室がある。

  - 創立20周年記念ホール
  - 体育館
- 2階
  - 多目的音楽室
- 3階
  - 格技場
  - 図書館

  -     - 蔵書 - 約20,000冊、雑誌43タイトル
    - 面積 - 213.75m2（教室約3室分）
    - 座席数 - 69席

新教室棟（高校棟）
1階、2階で本校舎と接続している。
学習棟
本校舎と青雲寮との間にありそれぞれ、1階、2階で接続している。
青雲寮
青雲寮は、A棟、B棟、C棟、S棟の4棟から構成される生徒用寄宿舎（寮）。
- A棟

食堂棟を含め、売店、共用冷蔵庫、洗濯コーナー、大浴場等が配置される複合施設で、中学1年生・2年生が居住。1階、2階で学習棟と接続している。
- B棟

中学3年生が居住する。
- C棟

高校3年生が居住する。
- S棟

高校1年生・2年生が居住する。展望大浴場がある。

## 対外関係

### 系列校
- 札幌第一高等学校

### 海外兄弟校
- ケルストン・ボーイズ・ハイ・スクール（英語版） - 2016年3月19日、兄弟校調印[26]